# جويل اموروسو
جويل اموروسو (بالإسبانية: Joel Amoroso)‏ (8 يناير 1988 بروساريو في الأرجنتين - ) هو لاعب كرة قدم أرجنتيني في مركز الوسط. لعب مع أوليمبو.

## وصلات خارجية
- جويل اموروسو على موقع قاعدة بيانات كرة القدم.إي يو (الإنجليزية)
- جويل اموروسو على موقع Soccerway.com (الإنجليزية)